# Le Penseur
Pour les articles homonymes, voir Penseur et Le Penseur (nouvelle).
Le Penseur (initialement intitulé Le Poète) est un des chefs-d'œuvre emblématiques d'Auguste Rodin. 
Cette sculpture en bronze à patine d'un penseur, est initialement créée à Paris en 1880, en tant qu'élément de La Porte de l'Enfer de Rodin, inspirée de la Divine Comédie du XIVe siècle, du poète penseur philosophe italien Dante Alighieri. Devenue une œuvre monumentale indépendante en 1888, moulée en de nombreux exemplaires dans le monde, cette sculpture est entre autres une représentation allégorique de la philosophie existentielle, de l’introspection humaine, et de l’acte intellectuel de penser. 

## Histoire

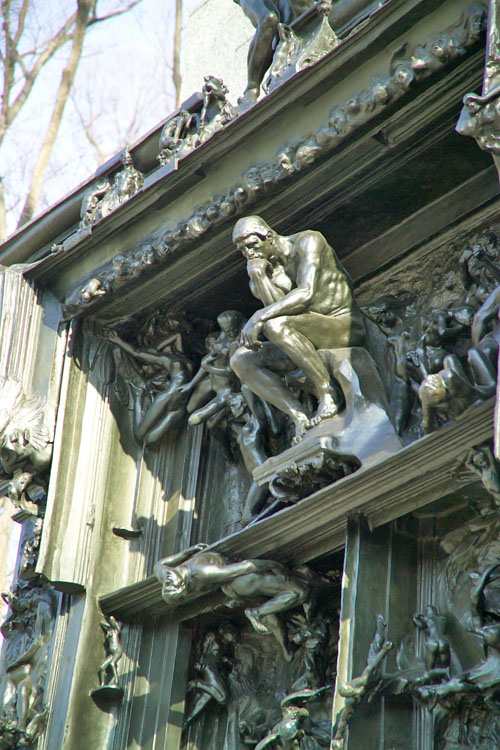
Le Poète de La Porte de l'Enfer de Rodin.

Cette œuvre d'art académique fait partie d'une importante commande de l'État français pour le musée des Arts décoratifs de Paris, pour laquelle Auguste Rodin créé La Porte de l'Enfer, représentation artistique de la porte monumentale de l'Enfer (Divine Comédie) de la Divine Comédie, du poète penseur philosophe italien Dante Alighieri (également inspirée entre autres du Jugement dernier de Michel-Ange, de la chapelle Sixtine du Vatican, ou de la Porte du Paradis de Lorenzo Ghiberti, du baptistère Saint-Jean de Florence). Le boxeur Jean Baud servit de modèle.

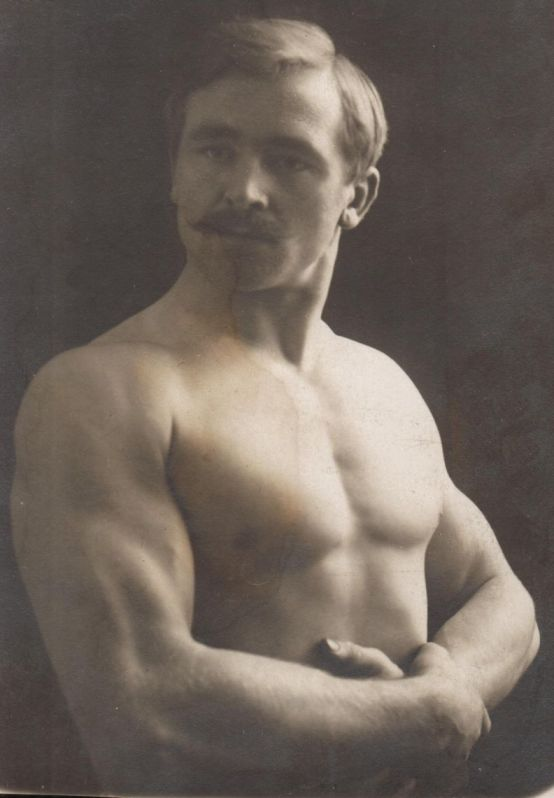
Jean Baud.

Chacune des près de deux cents figures de cette oeuvre monumentale (avec Les Trois Ombres) représente les personnages principaux du poème épique de Dante, avec, au sommet des deux battants, Le Poète ou Le Penseur (Dante, ou Rodin) au corps et à l'âme puissants de réalisme et de symbolisme, qui observe et médite du haut des portes des cercles de l'Enfer (et du Paradis (Divine Comédie)) les profondeurs du monde des damnés de son poème métaphorique et allégorique, avec l'inscription « abandonnez l'espérance, vous qui entrez ici ».

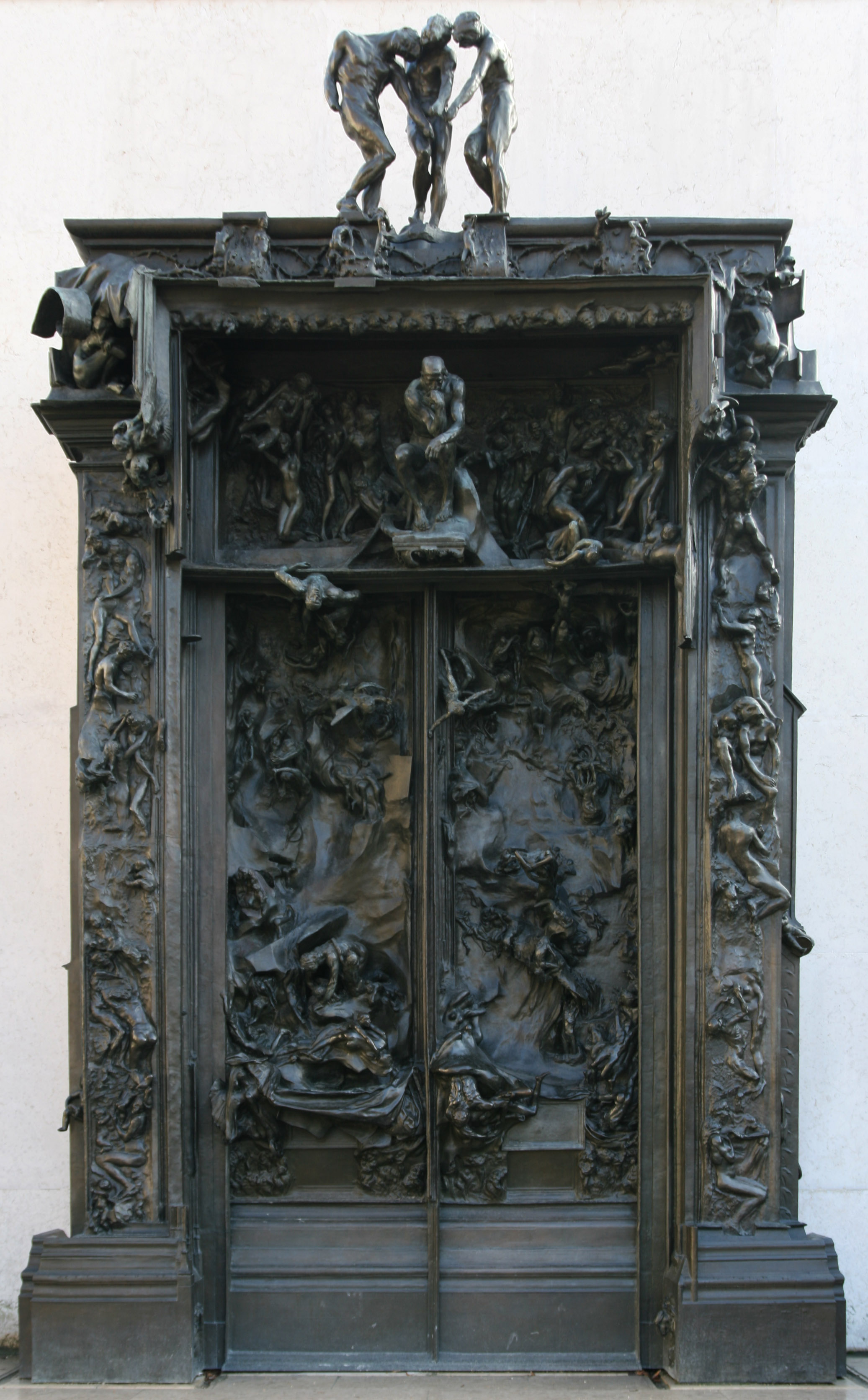
La Porte de l'Enfer, d'Auguste Rodin, musée Rodin de Paris (1880).

La pose du personnage est en partie inspirée du tombeau de Laurent de Médicis (it) (Il Pensieroso) de Michel-Ange, de la basilique San Lorenzo de Florence, et d'Ugolin entouré de ses quatre enfants, de Jean-Baptiste Carpeaux, du musée d'Orsay de Paris. Le modelage original, réalisé en plâtre vers 1880 (de 71 cm de haut par 37 cm de large et 57,5 cm de profondeur) est exposé indépendamment pour la première fois en 1888 à Copenhague au Danemark, alors renommé « Le Penseur ».

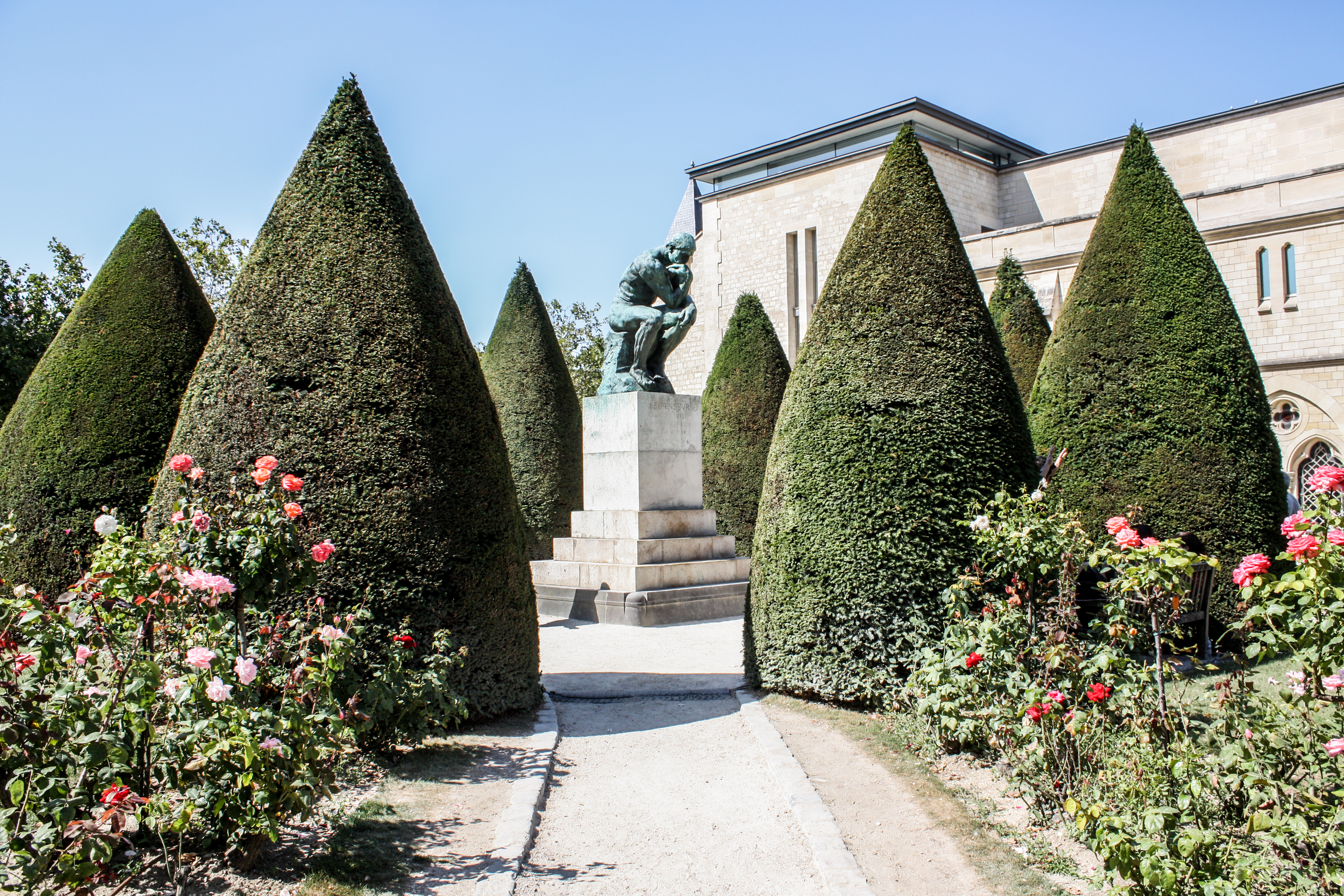
Statue du jardin du musée Rodin de Paris.

Le premier moulage en bronze original grandeur nature est achevé en 1902, et exposé en 1904 au Salon de Paris. Une fonte en bronze de la ville de Paris est financée par une souscription publique, organisée par des amateurs de Rodin. Considérée comme un symbole de la démocratie, l’œuvre est installée devant le Panthéon de Paris, place du Panthéon, avant d'être transférée en 1922 dans les jardins du musée Rodin de Paris.

## Quelques moulages
De nombreux moulages en bronze (et versions en plâtre) de la sculpture sont exposés dans divers musées et lieux publics du monde, avec diverses dimensions, réalisés pour la plupart du vivant du sculpteur par la fonderie Rudier (dont un moulage à titre de monument funéraire du couple Auguste et Rose Rodin, de leur villa des Brillants de Meudon).

Quelques œuvres
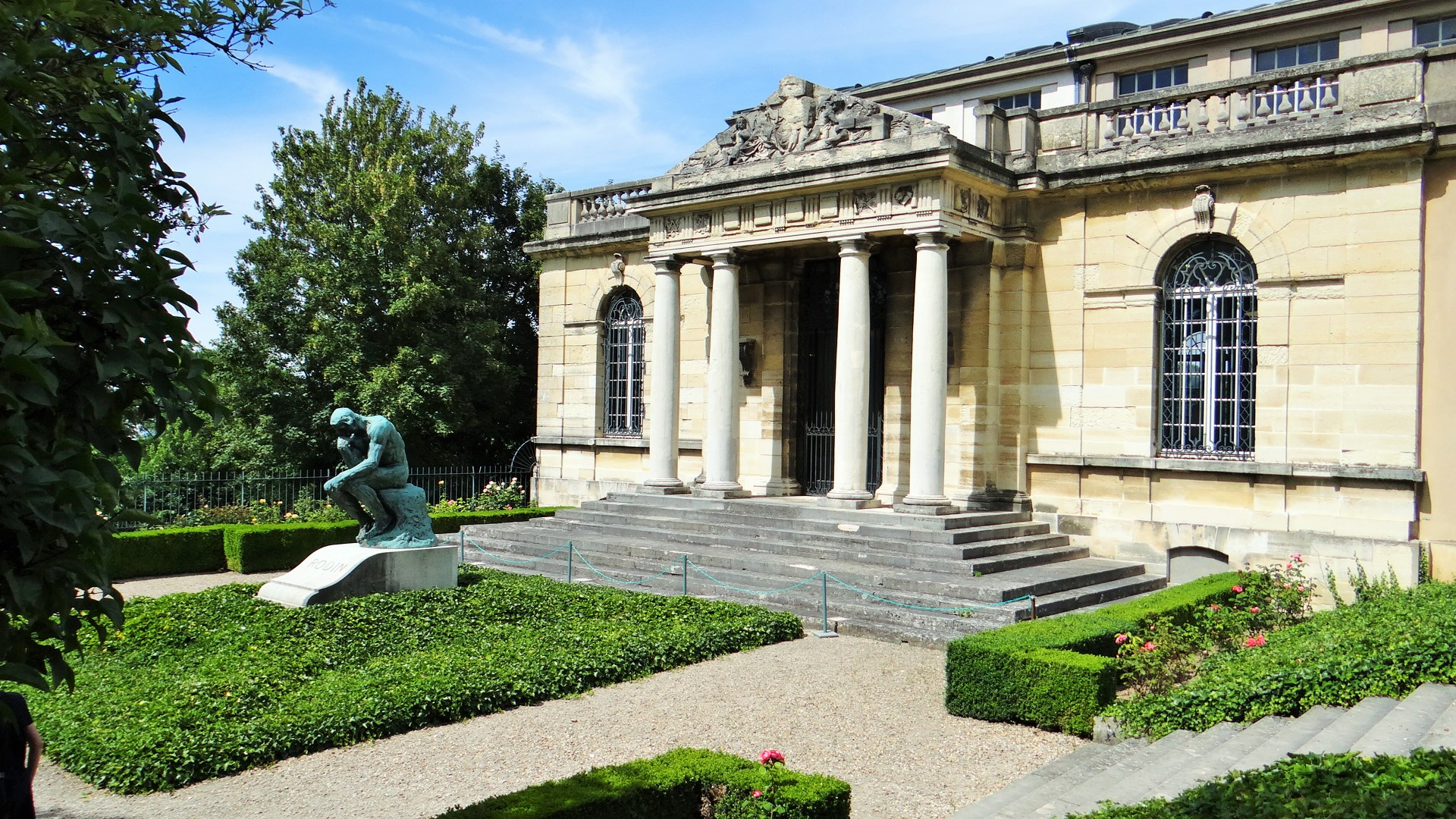
Monument funéraire du couple Auguste et Rose Rodin, de leur villa des Brillants de Meudon.
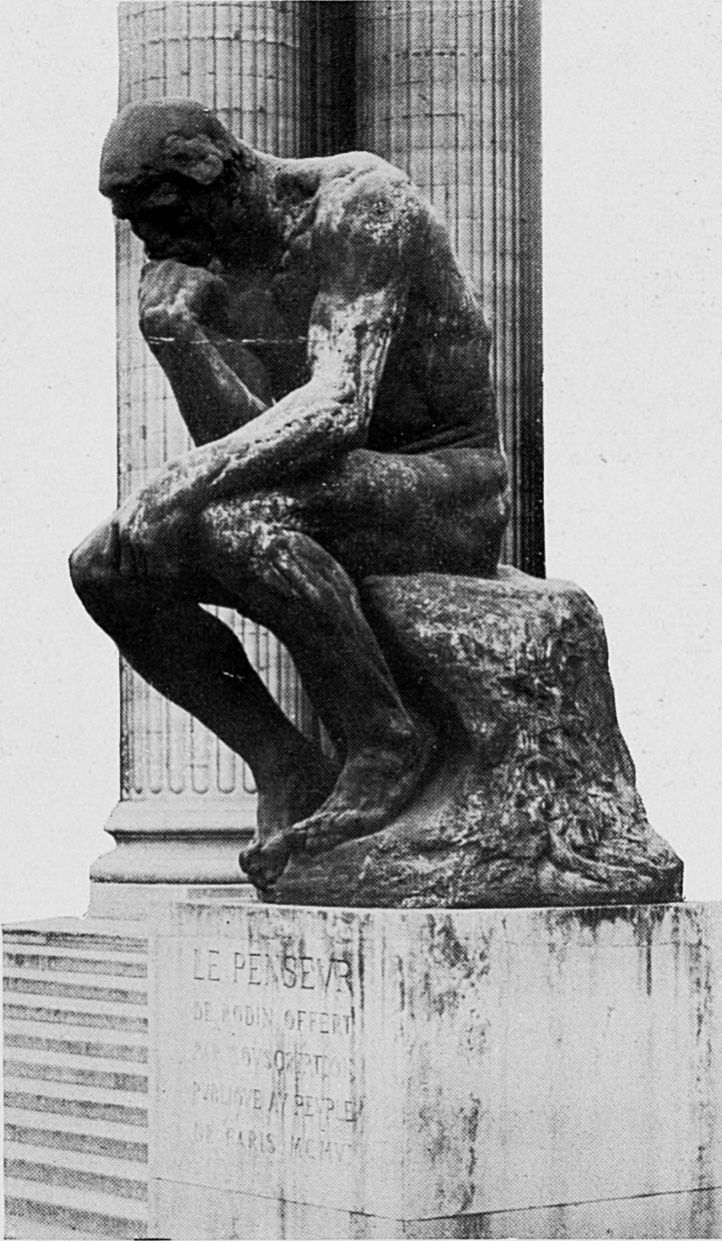
Devant le Panthéon de Paris
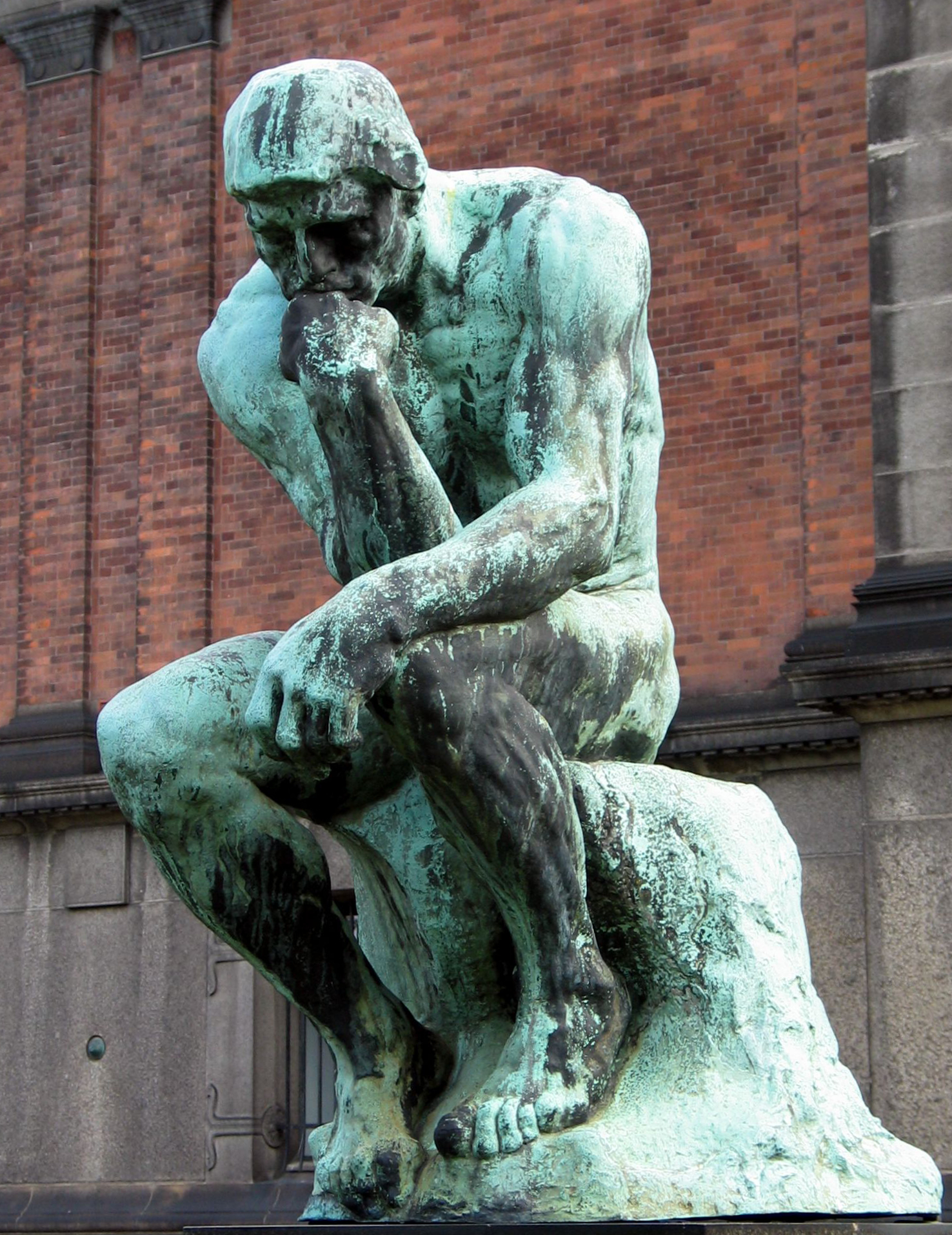
Ny Carlsberg Glyptotek de Copenhague
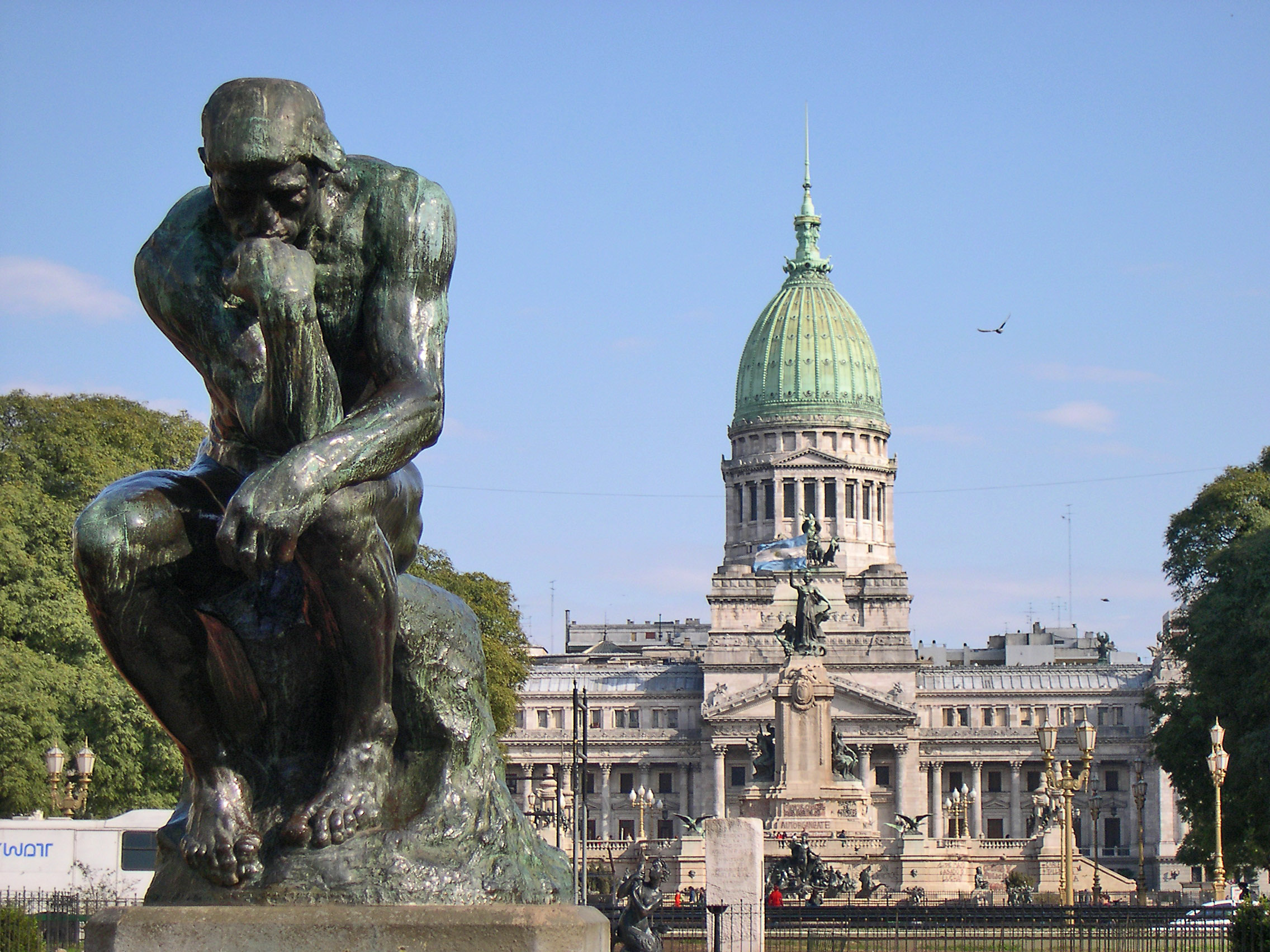
Palais du Congrès de la Nation argentine de Buenos Aires
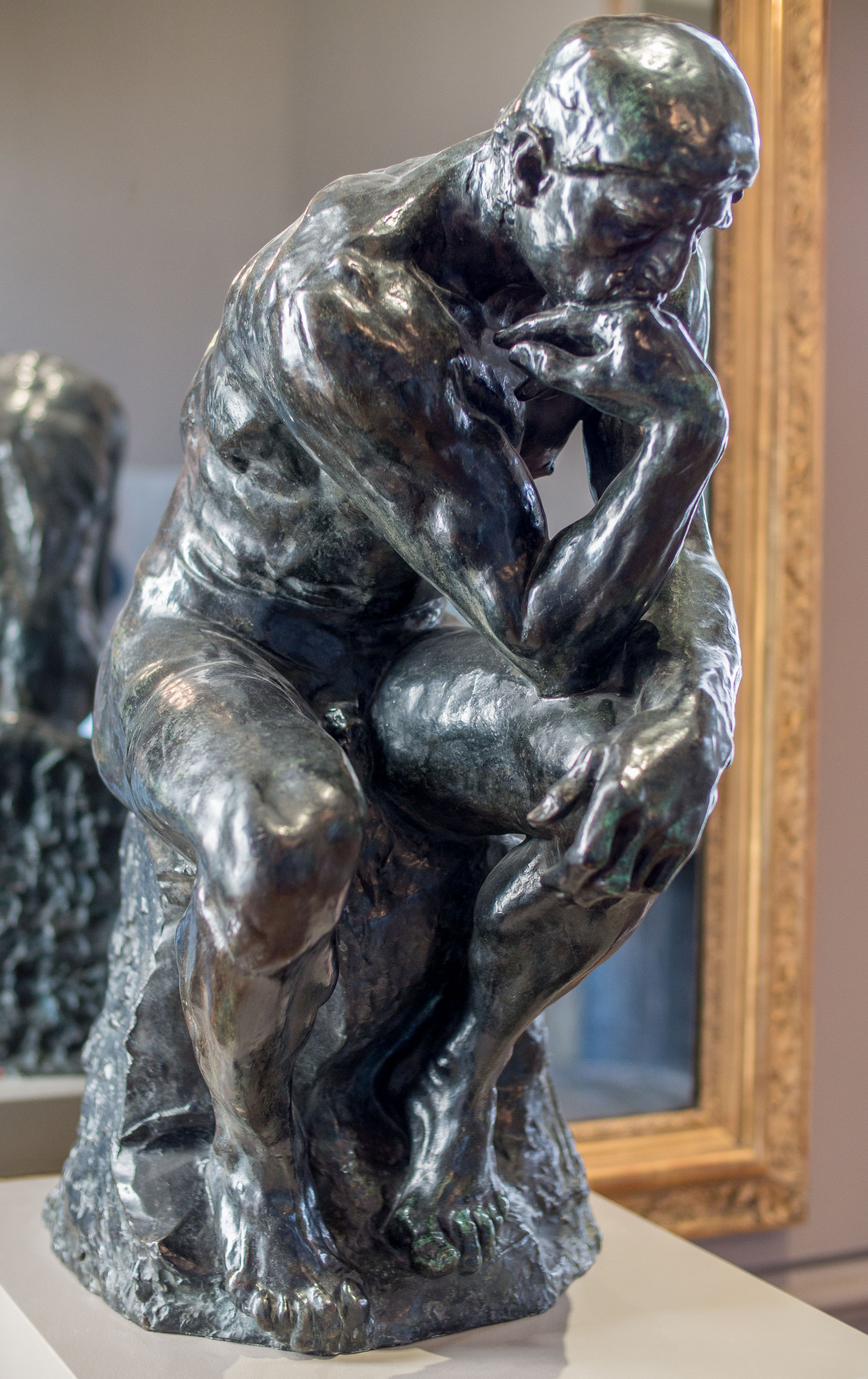
Musée Rodin de Paris
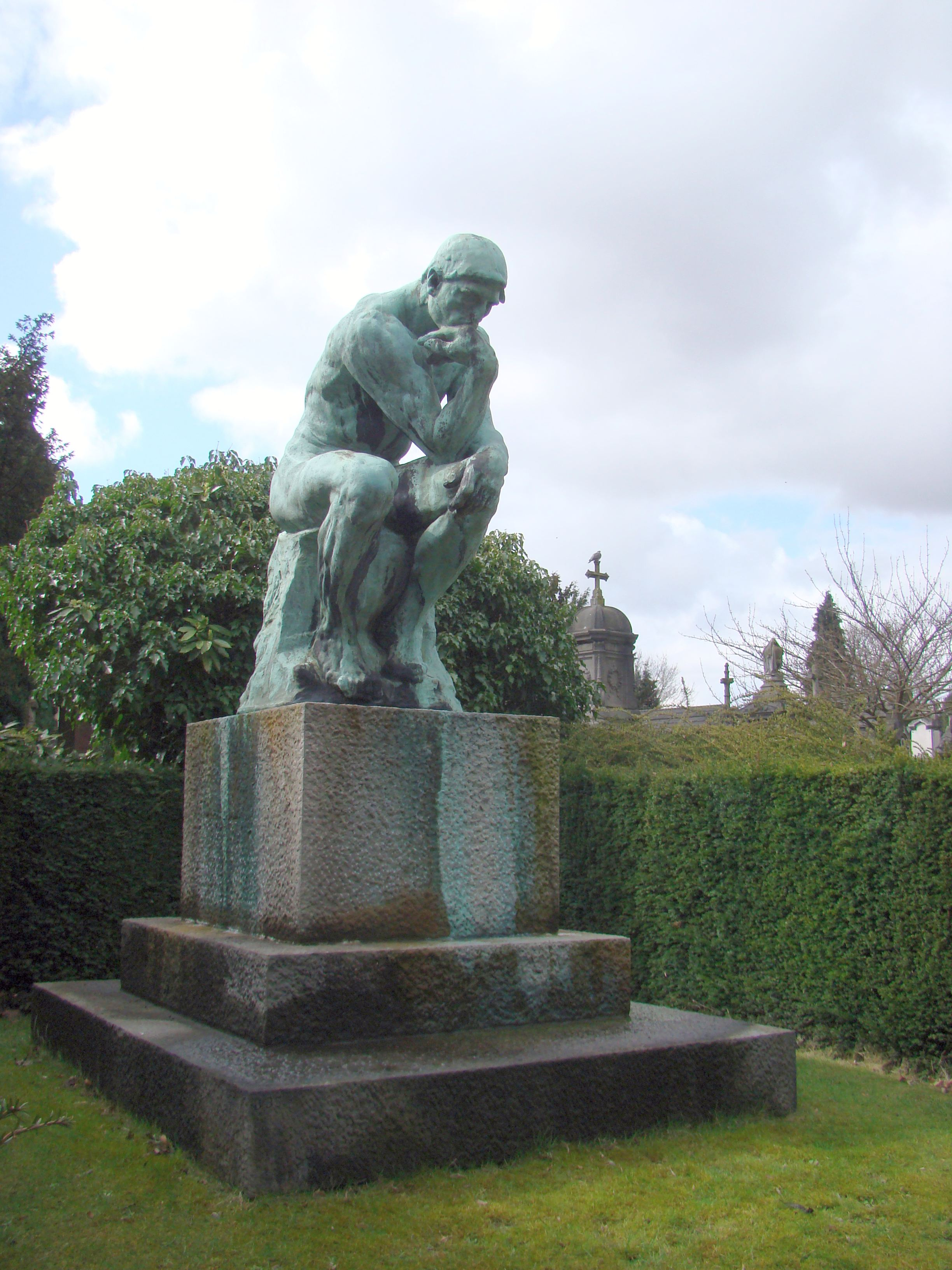
Cimetière de Laeken de Bruxelles

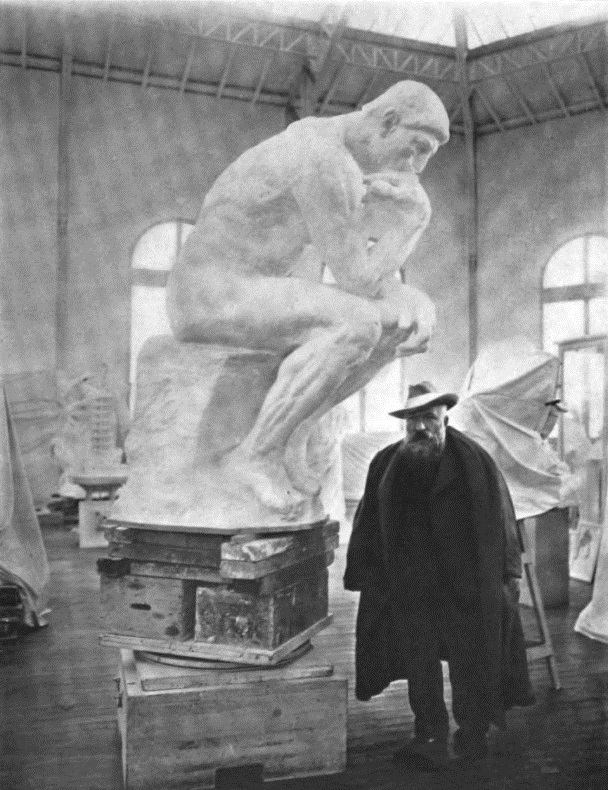
Original en plâtre avec Auguste Rodin dans son atelier parisien vers 1903.

- Musée Rodin de l'hôtel de Biron de Paris (deux versions, dont la version originale du Panthéon de Paris)
- Le Penseur de Rodin dans le parc du docteur Linde à Lübeck, du peintre norvégien Edvard Munch, du musée Rodin de Paris
- Villa des Brillants de Meudon, monument funéraire du couple Auguste et Rose Rodin
- Ligne 13 du métro de Paris
- Musée d'Art moderne et contemporain de Strasbourg

- Musées du Vatican de Rome (Italie)
- Ca' Pesaro de Venise (Italie)
- Musée d'Art et d'Histoire de Genève (Suisse)
- Cimetière de Laeken de Bruxelles (Belgique), sur la tombe du marchand d'art Joseph Dillen
- Alte Nationalgalerie de Berlin (Allemagne)
- Collections nationales de Dresde (Allemagne)
- Kunsthaus de Zurich de Zurich (Suisse)
- Ny Carlsberg Glyptotek de Copenhague (Danemark)
- Collection Burrell de Glasgow (Écosse)

- Musée national de l'Art occidental de Tokyo (Japon)
- Musée national de Kyoto (Japon)

- Musée national du Victoria de Melbourne (Australie)

- National Gallery of Art de Washington D.C. (États-Unis)
- Metropolitan Museum of Art de New York (États-Unis)
- Université Columbia de Manhattan à New York (États-Unis)
- Legion of Honor de San Francisco (États-Unis)
- Detroit Institute of Arts de Détroit (États-Unis)
- Rodin Museum de Philadelphie (États-Unis)
- Philadelphia Museum of Art de Philadelphie (États-Unis)
- Benjamin Franklin Parkway de Philadelphie (États-Unis)
- Université Stanford de Stanford (États-Unis)
- Cleveland Museum of Art de Cleveland (États-Unis)
- Musée d'art Nelson-Atkins de Kansas City (États-Unis)
- Musée des beaux-arts de l'Ontario de Toronto (Canada)
- Musée Soumaya de Mexico (Mexique)
- Ricardo Brennand Institute (en) de Recife (Brésil)
- Palais du Congrès de la Nation argentine de la plaza del Congreso de Buenos Aires (Argentine)
- Musée d'Art contemporain de Caracas (Venezuela)
- Compañía Nacional de la Danza (Costa Rica)

## Marché de l'art
Un exemplaire du Penseur est adjugé aux enchères pour plus de 15,2 millions de $ en 2013, chez Sotheby's de New York.

## Au cinéma
- 1988 : Camille Claudel, de Bruno Nuytten, avec Isabelle Adjani (Camille Claudel), et Gérard Depardieu (Auguste Rodin).
- 2011 : Minuit à Paris, de Woody Allen, présentée à des touristes par Carla Bruni, dans le jardin du musée Rodin de Paris[9].
- 2017 : Rodin, de Jacques Doillon, avec Vincent Lindon (Auguste Rodin), et Izïa Higelin (Camille Claudel).